# Rúben Bentancourt
Rubén Daniel Bentancourt Morales (Salto, 2 marzo 1993) è un calciatore uruguaiano, attaccante dell'Argentinos Juniors.

## Caratteristiche tecniche
Rubén Bentancourt è un giocatore forte fisicamente, efficace di testa e ha un ottimo senso della posizione, ma ha anche una grande propensione al sacrificio. In patria ad inizio carriera è stato paragonato ad Edinson Cavani.

## Carriera

### Club
Il 29 agosto 2011 ha firmato un contratto quadriennale con la squadra olandese del PSV, diventando così il primo calciatore uruguayano nella storia del club. Dopo aver giocato per alcuni anni nelle giovanili del club olandese, nella stagione 2013-2014 ha segnato un gol in 19 presenze nella seconda serie olandese con la squadra riserve del PSV.
Il 31 gennaio 2014, ultimo giorno di calciomercato, è stato acquistato a titolo definitivo dall'Atalanta. Ha esordito con la squadra bergamasca il 6 aprile 2014 in Atalanta-Sassuolo. Chiude la sua prima stagione in Italia con 3 presenze senza gol in Serie A.
Il 5 agosto 2014 passa in prestito con diritto di riscatto e controriscatto al Bologna, squadra neoretrocessa in Serie B. Fa il suo esordio con la nuova maglia il 18 agosto 2014 quando entra dalla panchina nella partita di Coppa Italia persa per 2-1 contro l'Aquila. Il successivo 12 settembre a Pescara fa il suo esordio assoluto in Serie B nella partita vinta per 3-2 dalla sua squadra, sostituendo Robert Acquafresca al 62'.
Il 7 febbraio 2015 lascia il Bologna con un bilancio di 5 presenze senza reti in campionato e passa in prestito al Defensor, in Uruguay. Fa il suo esordio nel Defensor il 15 marzo 2015, quando gioca gli ultimi 26 minuti della partita persa per 2-0 sul campo del Peñarol.
Il 14 luglio 2015, dopo essere rientrato per fine prestito all'Atalanta, passa in prestito secco all'Arezzo; fa il suo esordio con la squadra amaranto il 13 settembre, quando gioca gli ultimi venticinque minuti della partita persa in casa per 1-0 contro l'Aquila. Segna la prima rete con la squadra toscana il 6 dicembre, sbloccando il match contro la Pistoiese (finito poi 1-1). Chiude la stagione con 4 reti in 29 presenze; dopo essere tornato per fine prestito all'Atalanta, il 15 luglio 2016 rescinde il contratto con il club orobico.
In seguito si accasa al Defensa y Justicia, squadra della massima serie argentina, che lascia 6 mesi più tardi senza aver giocato nessun incontro ufficiale. Nel gennaio del 2017 passa al Paraná, club della seconda divisione brasiliana, da cui viene svincolato all'inizio del giugno del medesimo anno, dopo aver giocato 3 partite nel Campionato Paranaense.
Il successivo 24 luglio si accasa al Sud América, formazione della prima divisione uruguaiana; il 18 agosto, al suo esordio in squadra, segna anche il suo primo gol con la nuova maglia (che coincide anche con la sua prima rete in carriera nella prima divisione uruguaiana) nella partita vinta per 3-2 sul campo del Fénix; lascia la squadra il 31 dicembre 2017, con un bilancio di 17 presenze e 10 reti nella prima divisione uruguaiana. Dal gennaio del 2018 gioca nel Santa Fe, formazione della prima divisione colombiana; realizza la sua prima rete in Colombia il 18 febbraio 2018, nella partita persa per 2-1 sul campo dell'Alianza Petrolera. Chiude la stagione con 26 presenze (15 in campionato, 2 nella coppa nazionale colombiana, 3 in Coppa Libertadores e 6 in Coppa Sudamericana, competizione nella quale il suo club è inoltre semifinalista), con un solo gol segnato (in campionato).
Nel 2019 si trasferisce all'Atlante, club della prima divisione messicana, che, dopo 6 partite di campionato senza mai segnare, nel gennaio del 2020 lo cede al Boston River, club della prima divisione uruguaiana, con cui all'esordio in campionato segna subito una rete, nella vittoria per 2-1 sul campo del Dep. Maldonado. Nel 2021, dopo 14 reti in 35 partite di campionato, passa al Peñarol, sempre nella prima divisione uruguaiana.

### Nazionale
Nel 2013 ha partecipato al Campionato sudamericano di calcio Under-20 2013 con l'Uruguay Under-20 classificatasi terza. Nel corso del torneo ha giocato in totale 4 partite, 3 delle quali da titolare, segnando anche una rete nella partita pareggiata per 3-3 contro i pari età del Perù l'11 gennaio 2013. È nella lista dei convocati anche per i Mondiali Under-20 del giugno dello stesso anno, nei quali gioca gli ultimi 24 minuti della partita vinta per 4-0 contro l'Uzbekistan nei quarti di finale, segnando anche una rete.

## Statistiche

### Presenze e reti nei club
Statistiche aggiornate al 27 aprile 2018.
| Stagione             | Squadra            | Campionato      | Campionato | Campionato | Coppe nazionali | Coppe nazionali | Coppe nazionali | Coppe continentali | Coppe continentali | Coppe continentali | Altre coppe | Altre coppe | Altre coppe | Totale | Totale |
| Stagione             | Squadra            | Comp            | Pres       | Reti       | Comp            | Pres            | Reti            | Comp               | Pres               | Reti               | Comp        | Pres        | Reti        | Pres   | Reti   |
| -------------------- | ------------------ | --------------- | ---------- | ---------- | --------------- | --------------- | --------------- | ------------------ | ------------------ | ------------------ | ----------- | ----------- | ----------- | ------ | ------ |
| 2013-gen. 2014       | Jong PSV           | ED              | 19         | 1          | -               | -               | -               | -                  | -                  | -                  | -           | -           | -           | 19     | 1      |
| gen.-giu. 2014       | Atalanta           | A               | 3          | 0          | CI              | -               | -               | -                  | -                  | -                  | -           | -           | -           | 3      | 0      |
| 2014-feb. 2015       | Bologna            | B               | 5          | 0          | CI              | 1               | 0               | -                  | -                  | -                  | -           | -           | -           | 6      | 0      |
| feb.-giu. 2015       | Defensor Sporting  | PD              | 8          | 0          | -               | -               | -               | -                  | -                  | -                  | -           | -           | -           | 8      | 0      |
| 2015-2016            | Arezzo             | LP              | 29         | 4          | CI+CI-LP        | 1+1             | 0               | -                  | -                  | -                  | -           | -           | -           | 31     | 4      |
| sett. 2016-gen. 2017 | Defensa y Justicia | PD              | 0          | 0          | CA              | 0               | 0               | -                  | -                  | -                  | -           | -           | -           | 0      | 0      |
| gen.-giu. 2017       | Paraná             | A1/PR+B         | 0+3        | 0          | CB              | 0               | 0               | -                  | -                  | -                  | PL          | 1           | 0           | 4      | 0      |
| 2017-2018            | Sud América        | PD              | 17         | 10         | -               | -               | -               | -                  | -                  | -                  | -           | -           | -           | 17     | 10     |
| 2018                 | Santa Fe           | CPA             | 15         | 1          | CC              | 2               | 0               | CL+CS              | 6+3                | 0+0                | -           | -           | -           | 26     | 1      |
| Totale carriera      | Totale carriera    | Totale carriera | 94         | 15         |                 | 6               | 0               |                    | 9                  | 0                  |             | 1           | 0           | 110    | 15     |

## Palmarès

### Club

#### Competizioni nazionali
- Campionato uruguaiano: 2

Peñarol: 2021
Liverpool (M): 2023
- Supercopa Uruguaya: 2

Peñarol: 2022
Liverpool (M): 2023